# Bretonnisme
Un bretonnisme désigne une tournure propre à la langue bretonne passé dans la langue française ; un idiotisme breton, comme le gallicisme est un idiotisme français. Il peut s'agir alors d'une tournure grammaticale traduite mot à mot et qui peut choquer certains francophones (« j'ai envoyé mon fils avec moi ») ou d'un mot breton passé dans le français local (« entendre son pegement », « être dans le lagenn », « avoir du gwerzh-butun »).
Un bretonnisme peut également désigner une tournure de la langue bretonne utilisée dans le français local de Bretagne, vue par les autres francophones comme un régionalisme du français, tout comme un québécisme est une tournure propre au français québécois, à la différence notable que le bretonnisme n'est pas d'origine française.
Le terme est entré officiellement dans le dictionnaire Le Petit Robert en 2015.

## Exemples de bretonnismes courants
- « Du café, tu auras ? » : « Veux-tu du café ? »
- « Ça va faire du reuz » : « Ça va faire du bruit / Ça va faire du buzz. »
- Le sur-emploi des pronoms « celui-ci », « celle-ci » quand on parle de quelqu'un.

## Dans la culture

### Livres
Hervé Lossec a publié en 2010 Les bretonnismes puis en 2011 Les bretonnismes de retour ; les tomes 1 et 2 ont été tirés à plus de 300 000 exemplaires (en 2019).

### Musique
En 2013, le chanteur Gilles Servat sort une chanson et un album titrés par la formulation bretonne C'est ça qu'on aime vivre avec, qui met en valeur les expressions inspirées des Bretonnismes d’Hervé Lossec. Cet album est réalisé par les Goristes qui eux s’inspirent du parler brestois.
Le chanteur Gérard Jaffrès intègre dans plusieurs de ses chansons des bretonnismes entendus dans le pays de Léon.

### Humour
Georges Quilliou caricature les anciens bretonnants qui ont appris le français à l'école et gardé un langage breton imagé, au travers de son personnage de commère Channig et du paysan Fañch. En 2016 il sort un nouvel enregistrement, Channig et Fañch bretonnisent, comprenant 45 nouveaux sketchs écrits par Hervé Lossec accompagné d'un livre qui détaille les bretonnismes.

### Bibliographie

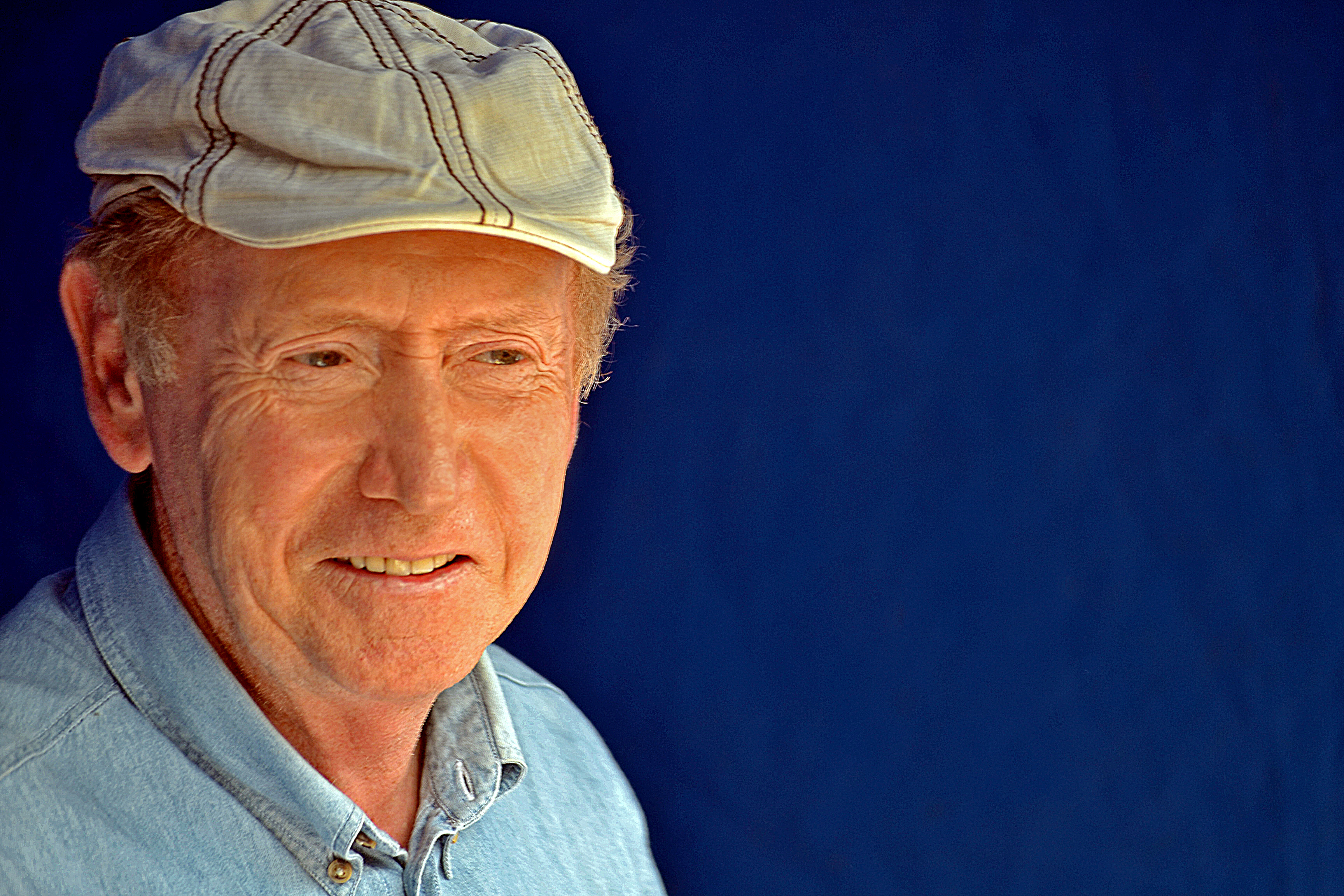
Hervé Lossec, auteur de deux ouvrages à succès.